# Cryptovolans
Cryptovolans is een geslacht van vleesetende theropode dinosauriërs, behorend tot de groep van de Eumaniraptora, dat tijdens het vroege Krijt leefde in het gebied van het huidige China.

## Vondst en naamgeving
In 2002 werd door Mark Norell e.a. een specimen, BPM 1 3-13, beschreven van een kleine bevederde roofsauriër, de eerste dromaeosauride waarvan het fossiel een verenkleed toonde. Kort daarop werd hetzelfde exemplaar door Stephen Czerkas benoemd en beschreven als de typesoort Cryptovolans pauli. De geslachtsnaam is afgeleid van het Klassiek Griekse kryptos, "verborgen", en het Latijnse volans, "vliegend". De soortaanduiding eert Gregory S. Paul die het bestaan van dergelijke vormen voorspeld had.
Het holotype, met het latere inventarisnummer LPM 0200/0201, is gevonden in de Jiufotangformatie van de Jehol-groep, uit de provincie Liaoning, die dateert uit het vroege Albien, ongeveer 111 miljoen jaar oud. Het bestaat uit een enkele plaat en tegenplaat waarop een vrijwel compleet skelet bewaard is gebleven waarvan echter enkele delen, zoals de schedel, gefragmenteerd zijn. Als paratype is een tweede, kleiner skelet aangewezen: LPM 0159.
Cryptovolans lijkt sterk op een eerder benoemde soort uit dezelfde lagen: Microraptor. Sommige onderzoekers menen dat Cryptovolans identiek is aan een van de twee soorten van Microraptor: M. zhaoianus of M. gui; anderen suggereren dat het een derde soort van Microraptor vertegenwoordigt, hoewel de resulterende naam "Microraptor pauli" niet gepubliceerd is. In dat laatste geval is het een subjectieve keuze om al dan niet de naam Cryptovolans te willen gebruiken. Vaak wordt de naam Cryptovolans in de literatuur genegeerd, mede omdat Czerkas geen professioneel paleontoloog is en de beschrijving veel te wensen overlaat.

## Beschrijving
De exemplaren van Cryptovolans zijn gemiddeld wat groter dan die welke aan Microraptor zijn toegeschreven: het holotype is zo'n 95 centimeter lang, het paratype 706 millimeter. Net als bij Microraptor gaat het om een lichtgebouwde vorm met erg lange armen die door lange slagpennen tot ware vleugels worden gemaakt. Het is een twistpunt in hoeverre deze veren asymmetrisch zijn, wat zou duiden op een functie bij het glijden of vliegen. Ook de achterpoten hadden lange veren.
Czerkas gaf verschillende kenmerken, behalve grootte, waarin Cryptovolans van Microraptor zou verschillen maar doordat er van die laatste vorm steeds meer licht verschillende exemplaren zijn opgedoken is er maar één duidelijk verschil overgebleven: de geringe lengte van het derde kootje van de derde vinger: het eerste kootje heeft 138-142% van die lengte. Een ander onderscheid: het bezit van 28 tot 30 staartwervels terwijl Microraptor er 24 tot 26 heeft, kan een gevolg zijn van individuele variatie.

## Fylogenie
Cryptovolans is toegewezen aan de Dromaeosauridae. Daarbinnen is hij hoogstwaarschijnlijk een lid van de Microraptorinae.